# Seichebrières
Seichebrières é uma comuna francesa na região administrativa do Centro, no departamento Loiret. Estende-se por uma área de 14,56 km². Em 2010 a comuna tinha 212 habitantes (densidade: 14,6 hab./km²).